# Volturno Sporting Club
El Volturno Sporting Club es un club italiano de waterpolo con sede en la ciudad de Santa Maria Capua Vetere.

## Historia
El Volturno Sporting Club es una sociedad de waterpolo con amplia experiencia en Italia y Europa. El equipo femenino ha ganado 7 títulos nacionales. El equipo masculino llegó a la final scudetto en la temporada 1993-94, perdida ante el Circolo Nautico Posillipo de Nápoles.
Algunos de los deportistas destacados de sus filas es: Erzsebet Valkai, Massimiliano Ferretti, Paolo Trapanese.

## Palmarés
- 7 veces campeón del campeonato de Italia de waterpolo femenino (1985-1991)[1]